# Ariadna major
Ariadna major är en spindelart som beskrevs av Hickman 1929. Ariadna major ingår i släktet Ariadna och familjen sexögonspindlar.
Artens utbredningsområde är Tasmanien. Inga underarter finns listade i Catalogue of Life.